# Gambatesa
Gambatesa (Iammatése in molisano) è un comune italiano di 1 244 abitanti della provincia di Campobasso in Molise. Posto in collina, offre un'ampia visuale sul lago di Occhito (di origine artificiale); ha un'estensione di 43 km².

## Storia

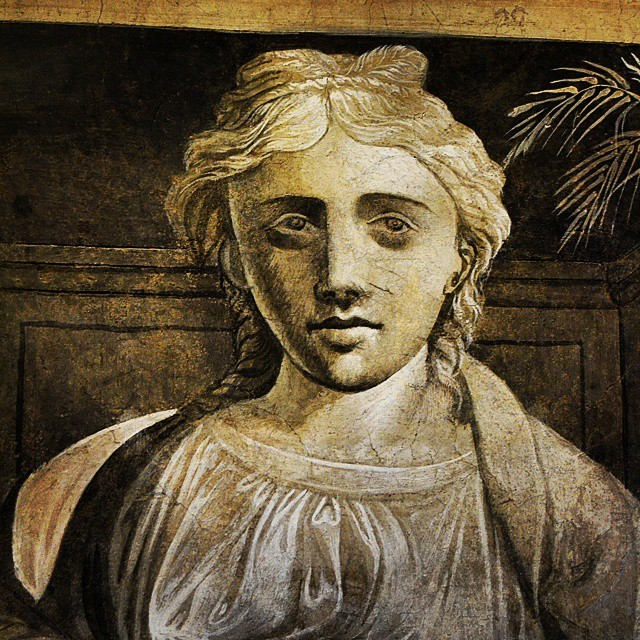
Affresco nel castello medievale

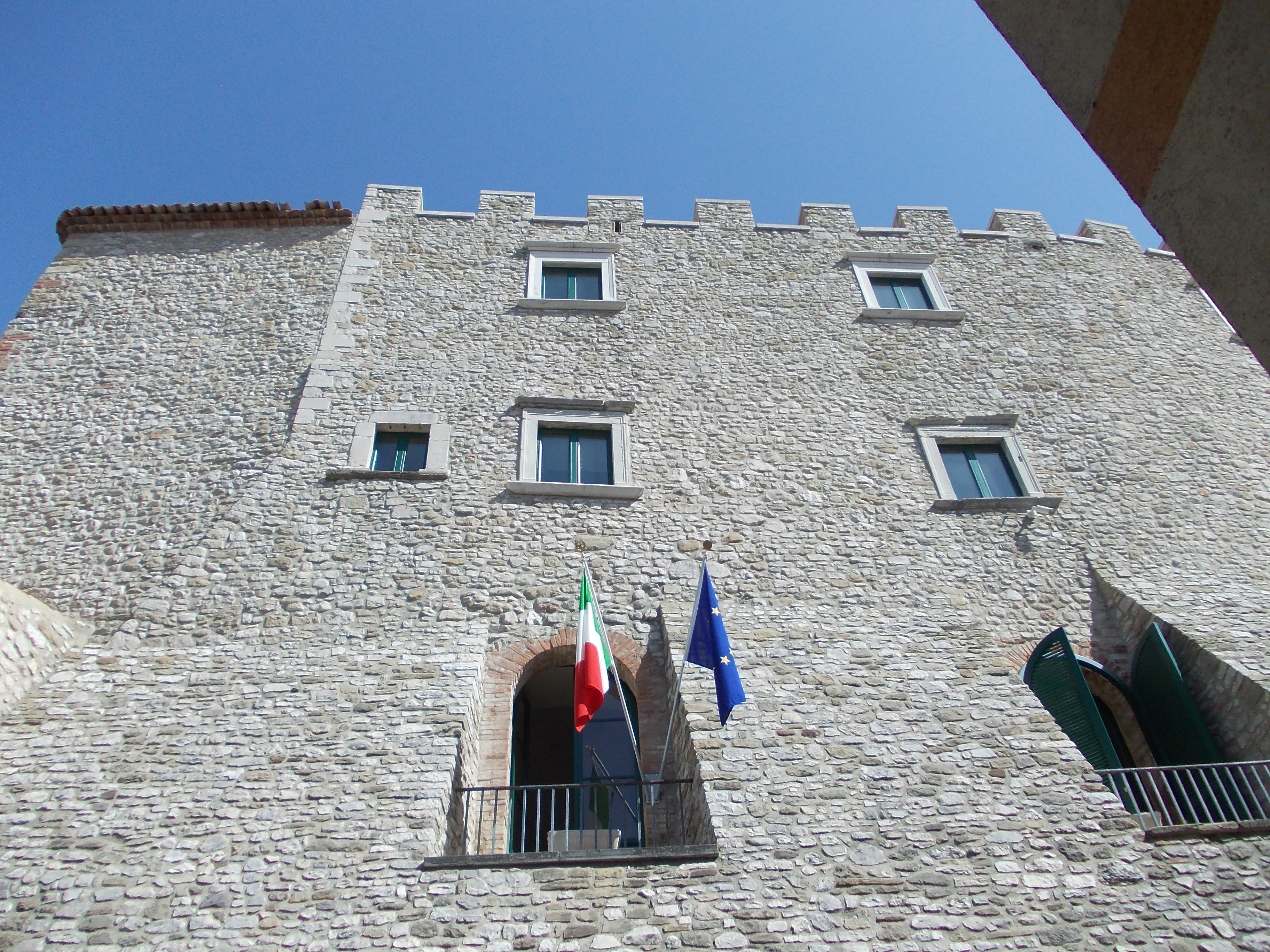
Esterno del castello

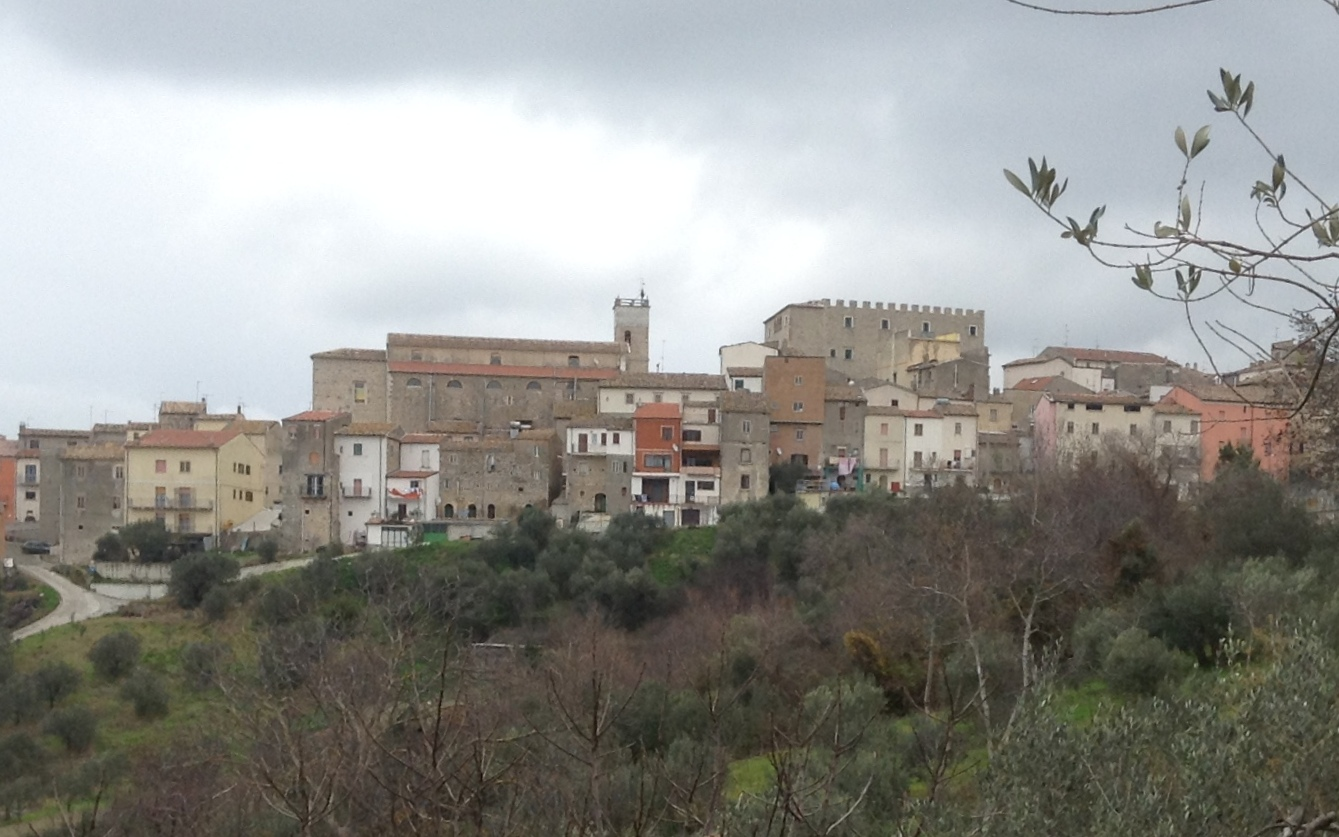
Veduta del centro storico

Probabilmente il centro esisteva all'epoca romana, anche se si sviluppò come castello dei Longobardi nell'VIII secolo. Leggenda vuole che il nome provenga da un difetto fisico del primo proprietario. In epoca normanna il feudo era retto dalla famiglia omonima chiamata Gambatesa (il cui rappresentante si chiamava Alferius Gambatesus). Il castello si sviluppò in epoca angioina tra fine XIII e XIV secolo, mentre il feudo era ancora in mano alla famiglia Gambatesa. L'ipotesi che Gambatesa sia mai stata retta dalla famiglia Pietravalle (come affermato dal Masciotta e da F. Valente) è da ritenersi ormai sbagliata, essendo essa stata messa in dubbio nel 2019 da studi che hanno dimostrato come il "Gambatesa" dei Pietravalle fosse il nome di un feudo rurale in un'altra zona del Molise tra i feudi medievali di Salcito e Lucito, da distinguere dalla Gambatesa comune in provincia di Campobasso.  
Nel 1399 Ladislao di Durazzo concesse il feudo alla famiglia Galluccio di Napoli. Nel XV secolo invece passò ad Andrea di Capua, da cui il nome del castello, nel 1586 i di Capua vendettero il feudo a Ferrante Lombardo, barone di Roseto, Troia, Apricena e Casalnuovo Monterotaro , Ferrante Lombardo divenne il primo Conte di Gambatesa con privilegio di Filippo II di Spagna del 17 agosto 1592.
Il feudo passò per matrimonio dai Lombardo ai de Alarcón y Mendoza che lo vendettero ai Ceva Grimaldi agli inizi del XVIII secolo. I Ceva Grimaldi furono gli ultimi feudatari e mantennero il castello fino alla fine dell'800 quando lo vendettero al conte Guglielmo de La Feld.

### Simboli
Lo stemma e il gonfalone sono stati concessi con decreto del presidente della Repubblica del 5 luglio 1978.
Il gonfalone è un drappo partito di giallo e di azzurro.

## Monumenti e luoghi d'interesse

### Castello medioevale
Il castello, posto sull'altura del colle Serrone, al centro del quartiere storico, ha subìto lungo i secoli varie trasformazioni. Da castello-fortilizio a castello-residenza feudale in epoca medioevale, fu trasformato, nel sec. XVI, in castello-palazzo rinascimentale dalla famiglia feudataria dei Di Capua. Divenne poi proprietà baronale-marchesale e quindi proprietà privata (oggi rientra nei beni appartenenti allo Stato). È ben visibile l'originaria massiccia struttura medioevale di forma quadrata con la merlatura guelfa sul lato sud-ovest e le torri angolari in direzione nord-est, mentre sono di stile rinascimentale il portale bugnato, le finestre e la loggetta con tre archi a tutto sesto che si aprono sulla facciata nord-ovest, aggiunta nel XV-XVI secolo. L'interno si presenta oggi, dopo i recenti restauri, come una pregevole pinacoteca per l'abbondanza di affreschi, eseguiti da Donato da Copertino (Decumbertino) e discepoli nel 1550 su commissione di Vincenzo I di Capua, duca di Termoli e conte di Gambatesa. Espressione del manierismo cinquecentesco, il ciclo dei dipinti, raffigurante paesaggi, grottesche, tendaggi, pergolati, scene mitologiche e allegoriche, costituisce nel suo insieme una testimonianza di arte di notevole livello artistico. Di particolare interesse sono le figure allegoriche delle virtù cardinali.

### Chiesa parrocchiale San Bartolomeo apostolo
Situata al centro del paese, nelle immediate vicinanze del castello medioevale, fu consacrata dall'arcivescovo di Benevento Cardinale Orsini (poi papa Benedetto XIII) il 16 luglio 1696. È a tre navate, divise da 12 pilastri, congiunti con archi a tutto sesto; misura 34 metri di lunghezza, 16 di larghezza e 10 di altezza. Inutile cercare nell'edificio un preciso stile architettonico, avendo subito continue modificazioni nel corso dei secoli. Nel complesso risulta uno stile rinascimentale. Il portale della chiesa è in pietra ed è sormontato da un timpano triangolare sorretto da mensole. Rivela una possibile datazione al XVI secolo riconducibile al fonte battesimale del 1523. Sulla facciata del campanile si può ammirare un trittico costituito da tre pannelli che raffigurano la Vergine (al centro), S. Bartolomeo apostolo e l'Agnello crucifero (ai lati). All'interno della chiesa, presso il presbiterio, vi è il fonte battesimale, costituito da un'ampia vasca su una base cilindrica. La vasca è decorata con due stemmi: quello del Comune e dei De Capua; tra i due stemmi c'è la data: 1523. Sempre nel presbiterio c'è il coro in legno di artigianato locale. L'attuale altare maggiore (che sostituisce quello vecchio in mattoni e gesso eliminato perché in stato di grave degrado e privo di ogni valore artistico), è stato costruito con i marmi del pulpito ormai fuori uso.

### Chiesa di San Nicola
La chiesa di S. Nicola risale ai secoli XIV-XV, fu edificata sotto il titolo di S. Sebastiano, situata fuori la terra di Gambatesa, in una zona campestre ed officiata dal 1586 al 1653 dai Minori Conventuali di S. Francesco detti della "Scarpa", che abitavano l'annesso convento loro concesso dall'università con atto del 7 novembre 1586. Soppresse le piccole comunità religiose da Innocenzo X la chiesa e il convento furono abbandonati. Con il terremoto del 1688 si aggravarono le condizioni già molto deteriorate dell'edificio e nel 1695 fu oggetto di dispendiosi restauri. Rinnovata la chiesa l'arcivescovo di Benevento Orsini (poi papa Benedetto XIII) vi fece trasferire le suppellettili dell'antica e abbandonata chiesa di S. Nicola al Serrone. La chiesa di S. Nicola è oggi un piccolo gioiello d'arte sacra romanico-rinascimentale dalla linea architettonica semplice e linda con la facciata a timpano. Presenta all'interno ad una sola navata, alcune pregevoli tele di notevole interesse, restaurate per opera della Sovrintendenza alle Belle Arti.

### Cappella santuario di Maria Santissima della vittoria
È una chiesa campestre, ad una navata, situata nelle vicinanze del paese. Un'antica tradizione popolare ne attribuisce la costruzione alla volontà dell'imperatore Federico Barbarossa. In origine forse abbazia con annesso monastero. Probabilmente rovinata dal terremoto del 1279 o da altri eventi, fu fatta ricostruire dalle fondamenta dal conte Riccardo di Gambatesa verso il 1313. Pur avendo subito, lungo i secoli, vari rifacimenti, la chiesetta conserva ancora la linearità della primitiva struttura architettonica d'impronta rurale. La facciata liscia e compatta e nella lunetta del portale, in pietra nuda, è presente lo stemma dell'Agnello crocifero. All'interno di pregevole il soffitto a capriata e la statua lignea della Madonna della Vittoria del 1714. Del monastero restano solo dei ruderi.

## Società

### Evoluzione demografica
Abitanti censiti

### Tradizioni e folclore
La sagra delle "Maitunate" è la più antica e caratteristica manifestazione popolare di Gambatesa, che coinvolge l'intera popolazione. Si svolge dalla sera del 31 dicembre alla sera del primo gennaio di ogni anno.

## Cultura

### Cucina
- I ciufell (dalla parola ciufolo, fischietto), detti anche cavatelli, sono una pasta fatta in casa impastata, spianata con il matterello fino ad ottenere una sfoglia dello spessore desiderato e poi tagliata dapprima a strisce della larghezza di 3 cm circa, sovrapposte a due a due e tagliate nella grandezza di circa mezzo centimetro. Infine, le striscioline di pasta ottenute, sono incavate con un movimento ritmico delle mani con 3 dita così da dare forma ad un maccherone rustico che ha la vaga forma di un flauto con tre buchi, tipico di quello che si costruivano con un pezzo di canna i pecorai di un tempo e da cui deriva anche il nome più moderno di "cavatelli". Generalmente sono conditi, come da tradizione, con sugo di cotechino e salsiccia, oppure con la ricotta o mischiati alle cime di rapa, stufate e condite con uno sfritto di listarelle di ventresca e peperoncino. Questo piatto nelle prime due versioni si mangiava di solito nei giorni di festa mentre quello con i broccoli andava bene da Natale a Pasqua, perché dopo Pasqua la stagione dei broccoli finiva ed il prodotto si poteva trovare solo se surgelato in precedenza.
- Baccalà con la mollica: piatto tipico della vigilia di Natale costituito appunto da baccalà condito con olio, aglio tritato, sale, prezzemolo, uva passa e noci tritate; il tutto cotto in forno.
- Casciatell: fiadone a forma di mezza luna ripieno con uova, ricotta (o cacioricotta), zucchero, vaniglia e limone (o cannella) ben amalgamati. Prima della cottura si spennella con il tuorlo d'uovo battuto. Di questo dolce c'è anche la versione salata.
- Mandorle atterrate: mandorle scoppiettate[Riscaldate in padella?!...] nello zucchero, quest'ultimo sciolto a fuoco lento in un recipiente con acqua fino a formare uno sciroppo con cui saranno rivestite.

## Sport
Esiste la società sportiva Polisportiva Gambatesa, nata nel 1981, che partecipa al campionato regionale di "Eccellenza". La stessa società oltre a svolgere i campionati giovanili, è riconosciuta anche Centro Calcistico di base.
Nella stagione 2013-2014 nasce una seconda squadra nel centro fortorino, il Real Gambatesa. La squadra partecipa al campionato regionale di ''Seconda Categoria''.

## Amministrazione
Di seguito è presentata una tabella relativa alle amministrazioni che si sono succedute in questo comune.
| Periodo        | Periodo        | Primo cittadino        | Partito                      | Carica  | Note  |
| -------------- | -------------- | ---------------------- | ---------------------------- | ------- | ----- |
| 11 giugno 1985 | 24 maggio 1990 | Giulio Nicola Venditti | Democrazia Cristiana         | Sindaco | [ 9 ] |
| 24 maggio 1990 | 24 aprile 1995 | Emilio Venditti        | Democrazia Cristiana         | Sindaco | [ 9 ] |
| 24 aprile 1995 | 14 giugno 1999 | Emilio Venditti        | Centro Cristiano Democratico | Sindaco | [ 9 ] |
| 14 giugno 1999 | 14 giugno 2004 | Antonio Di Renzo       | lista civica                 | Sindaco | [ 9 ] |
| 14 giugno 2004 | 8 giugno 2009  | Emilio Venditti        | lista civica                 | Sindaco | [ 9 ] |
| 8 giugno 2009  | 26 maggio 2014 | Emilio Venditti        | lista civica                 | Sindaco | [ 9 ] |
| 26 maggio 2014 | 26 maggio 2019 | Carmelina Genovese     | lista civica                 | Sindaco | [ 9 ] |
| 26 maggio 2019 | 6 giugno 2024  | Carmelina Genovese     | lista civica                 | Sindaco | [ 9 ] |
| 6 giugno 2024  | in carica      | Carmelina Genovese     | lista civica                 | Sindaco | [ 9 ] |